# Betta rutilans
Betta rutilans es una especie de pez de la familia Osphronemidae. Este pez de agua dulce está incluido en la Lista Roja de la UICN en la categoría de especie en peligro crítico de extinción.